# Phymaspermum carnosulum
Phymaspermum carnosulum là một loài thực vật có hoa trong họ Cúc. Loài này được Benth. & Hook.f. miêu tả khoa học đầu tiên.